# Medník (národní přírodní památka)
Medník je národní přírodní památka na území Středočeského kraje, na východ od obce Hradištko, spadající pod katastrálním území Hradištko pod Medníkem. Tato přírodní památka byla poprvé vyhlášena v roce 1933.
Lokalita Medníku je chráněna především protože se na ní vyskytuje, na jediném místě v Česku, kriticky ohrožený kandík psí zub, vytrvalá chráněná bylina s fialově růžovými listy. Dalším důvodem ochrany jsou přirozené lesní porosty tvořené společenstvy dubohabřin, květnatých bučin, suťových lesů a společenstvy lesních lemů a štěrbinové vegetace silikátových skal a drolin.
Územím s rozlohou asi 37 hektarů vede Naučná stezka Medník.

## Historie

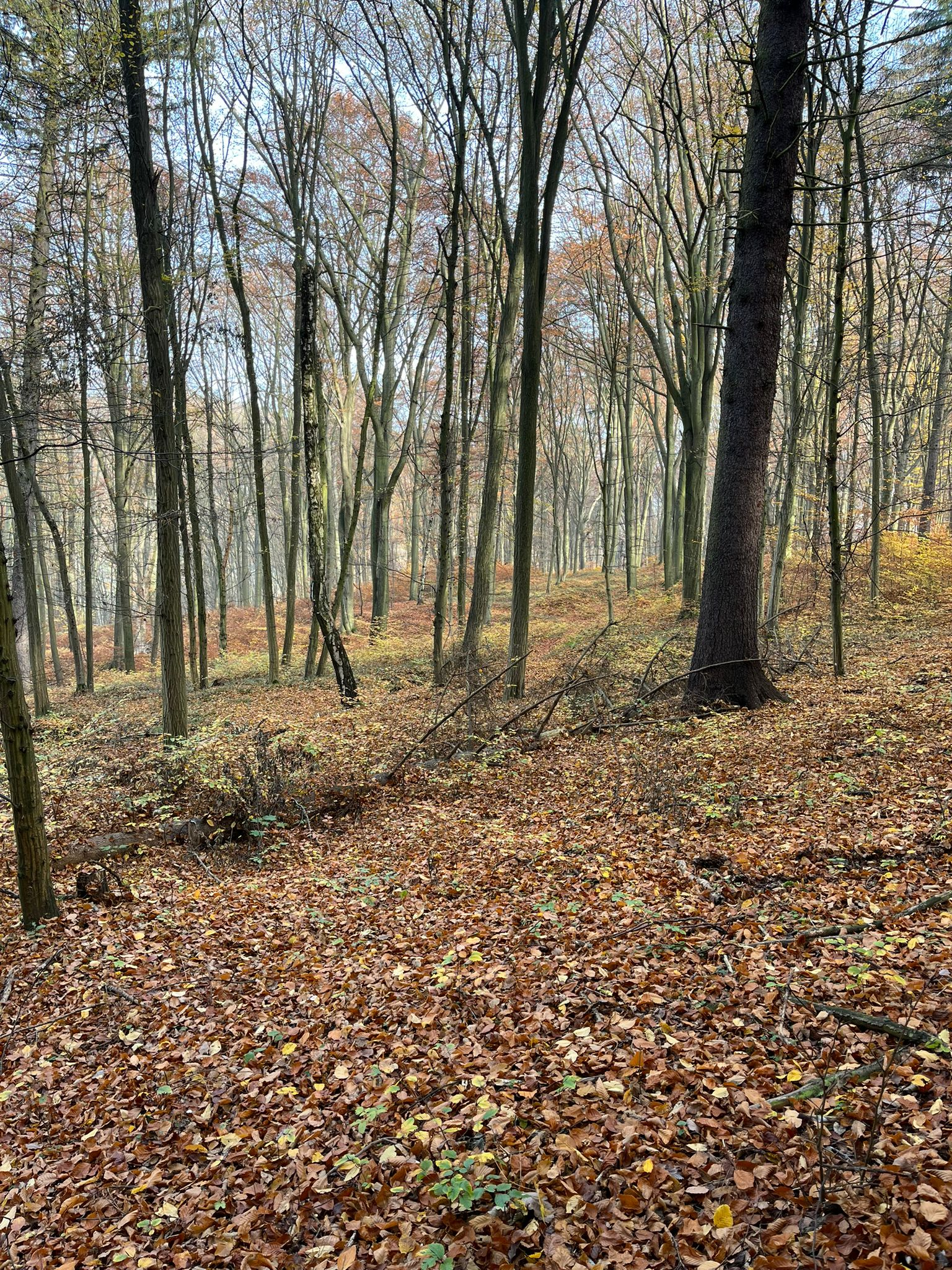
Plošiny na Medníku s častým výskytem ohrožené rostliny Kandík psí zub

Ve středověku na území Medníku probíhala těžba zlata, po níž zde zůstaly jámy a haldy široké několik metrů a hluboké do jednoho metru. Lze je pozorovat na plošině V jamách. Jsou spojeny s ekologií kandíku, který se právě zde nejčastěji vyskytuje.
Obec Hradištko, na jehož území lokalita leží, byla od roku 1638 majetkem strahovského kláštera. Dodnes neobjasněný výskyt kandíku na této lokalitě vede k různým hypotézám. Jednou z nich je, že kandík vysadili právě strahovští mniši. Další hypotéza pak předpokládá Medník jako původní lokalitu výskytu.
Až do přelomu 18. a 19. století se v místních lesích pravděpodobně hospodařilo pařezinovým způsobem. Roku 1830 byly lesy zařazeny do revíru Hradišťko. V tomto období byly lesy tvořeny především břízami, duby, borovicemi, habry, jedlemi, smrky a osikami a byly rozděleny na lesy vysokokmenné a pařeziny. Také se zde sázely smrky, čímž nebyl plněn lesní plán, který doporučoval sázet především duby, habry nebo břízy. V roce 1906 bylo zřízeno centrální lesní ředitelství Královská kanonie Premonstrátů na Strahově a roku 1914 představen nový lesní plán, který se týkal například využití lesních cest nebo těžby.
Mezi lety 1942 až 1945 se oblast Medníku využívala jako vojenský výcvikový prostor jednotek SS.
Od druhé světové války probíhá ochrana místního území, zdejších ekosystémů i druhů, díky čemuž v území rostou především duby, buky a habry a nepůvodní smrkové porosty.

## Přírodní poměry
Národní přírodní památka Medník pokrývá severní svahy Velkého a Malého Medníku podél levého břehu řeky Sázavy, mezi obcemi Pikovice a Luka pod Medníkem. Spadá do geomorfologického celku Benešovská pahorkatina. Vrcholy Velkého (416,5 metru) a Malého Medníku (398 metrů) tvoří nejvyšší body území. Hřbet mezi vrcholy, který dále pokračuje z Malého Medníku k jihovýchodu, tvoří na této straně hranici chráněného území. V lesích nad Sázavou je vedena severovýchodní hranice a východ je ohraničen hřbetem stoupajícím ze severu na vrchol Velkého Medníku. Jižní hranici pak tvoří potůček V Jezevčinách.
Většina území je na Medníku značně svažitá a na úpatí svahů se nachází volné sutě. Lokalitu zde tvoří zbřidličnatělé vyvřelé horniny zlatonosného jílovského pásma se čtvrtohorními překryvy. Více než polovinu obsahu těchto hornin tvoří SiO2. Půdy ležící na zvětralinách hornin jílového pásma jsou mělké a různě vyvinuté, zatímco středně bohaté lesní půdy leží především na zahliněných svazích.
Klima se řadí mezi mírně teplé oblasti s mírnou zimou a průměrnou roční teplotou 8–9 °C. Úhrn srážek se pohybuje mezi 550 až 600 mm za rok.
Na území se nenachází žádné trvalé vodní toky. Můžeme zde najít pouze několik občas vysychajících studánek na úpatí svahu a potůček V Jezevčinách, který tvoří jižní hranici.

### Flora
Nejvíce jsou na tomto území zastoupeny hercynské dubohabřiny. Kromě habrů porost dále tvoří především lípy, duby a buky, ale také břízy, topoly nebo smrky. V bylinném patře se vyskytují hájové druhy jako kostřava různolistá (Festuca heterophylla), ptačinec velkokvětý (Stellaria holostea), sasanka hajní (Anemone nemorosa), lipnice hajní (Poa nemoralis), strdivka nící (Melica nutans), ostřice prstnatá (Carex dilatata) a neobvyklá ostřice chlupatá (Carex pilosa). Mozaikovitě se v dubohabřinách mohou vyskytovat bylinné lemy s černýšem hajním (Melampyrum nemorosmus), čičorkou pestrou (Securigera varia), nebo hrachorem černým (Lathyrus niger).

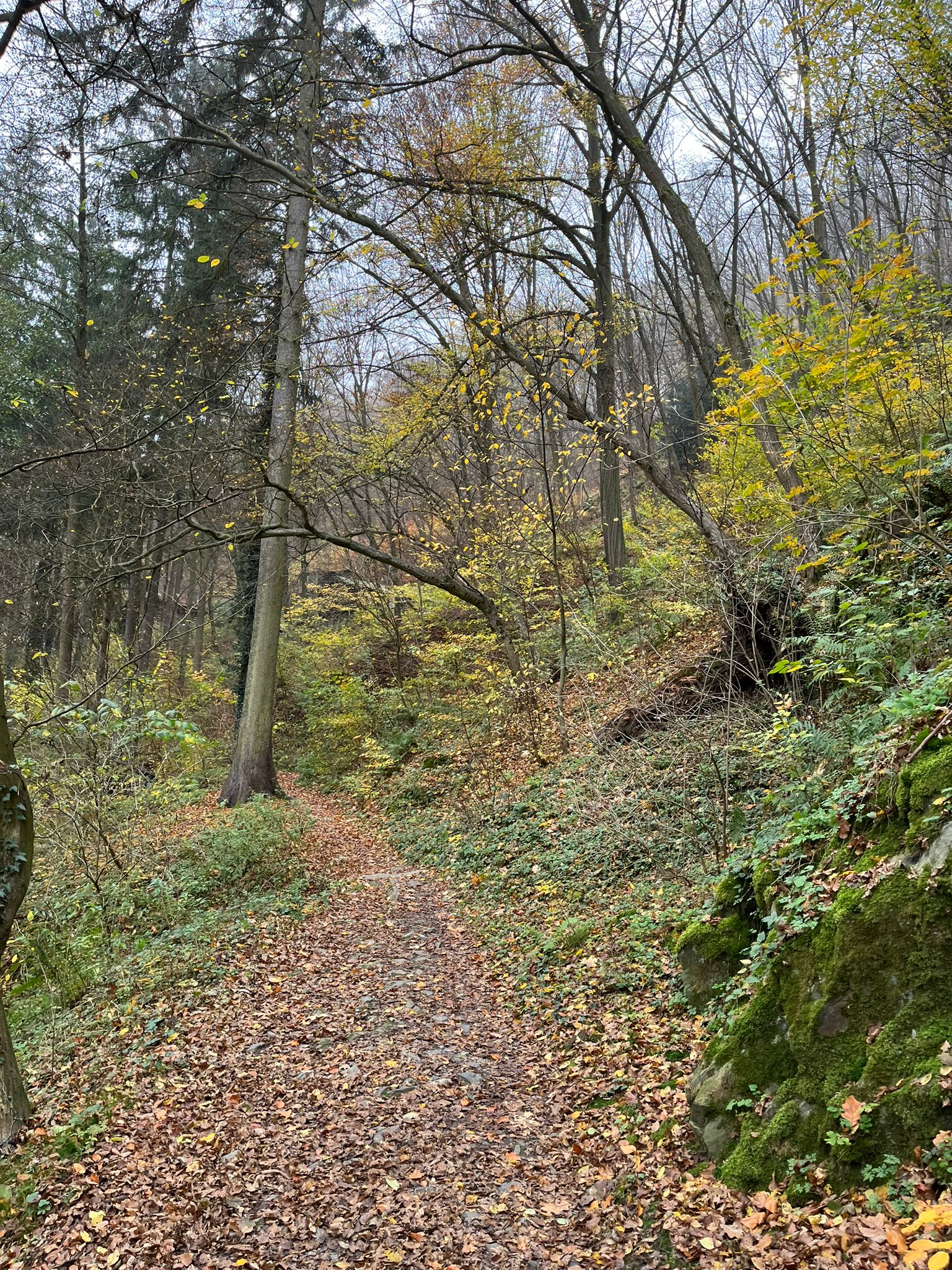
Suťové lesy na Medníku

Na strmých svazích se vyskytují suťové a roklinové lesy, které jsou tvořeny především javory, jilmy a habry, občas se vyskytne i jeřáb břek (Sorbus torminalis). V nižším keřovém patře můžeme najít rybíz alpínský (Ribes alpinum), zimolez obecný (Lonicera xylosteum) a lísku obecnou (Corylus avellana) a v patře bylinném kapraď samec (Dryopteris filix-mas), kakost smrdutý (Geranium robertianum), hluchavku skvrnitou (Lamium maculatum) nebo medovník meduňkolistý (Melittis melissophyllum).
Buk a habr se vyskytují na severním svahu Velkého Medníku a na plochých terasách V jamách. Bylinné patro těchto míst je tvořeno druhy jako kyčelnice cibulkonosná (Dentaria bulbifera), mléčka zední (Mycelis muralis), svízel vonný (Galium odoratum), jaterník trojlaločný (Hepatica nobilis), hrachor jarní (Lathyrus vernus), kopytník evropský (Asarum europaeum) nebo bažanka vytrvalá (Mercurialis perennis).
V silikátových skalách se vyskytuje štěrbinová vegetace. Roste především na svazích Malého Medníku a objevují se zde druhy Řeřišničník písečný (Cardaminopsis arenosa), mochna stříbrná (Potentilla argentea), violka trojbarevná (Viola tricolor), sleziník červený (Asplenium trichomanes), sleziník severní (Asplenium septentrionale), smolnička obecná (Lychnis viscaria) a kostřava ovčí (Festuca ovina).

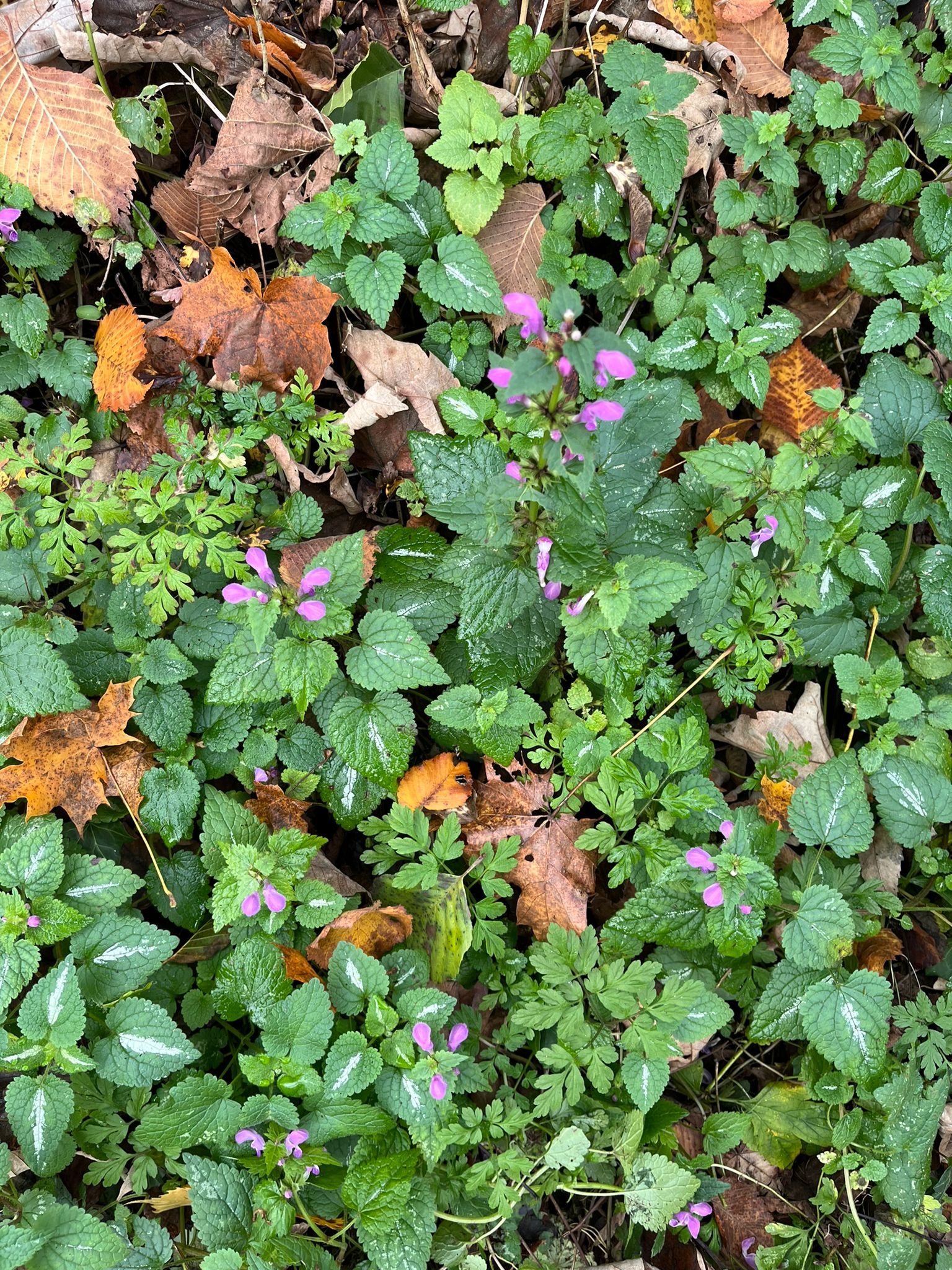
Hluchavka skvrnitá na strmých svazích Medníku

Asi na čtvrtině plochy území je vysázen smrk. Jeho výskyt však způsobuje zastínění nižších pater a bylinné patro je tak výrazně potlačeno. Druhy, které přetrvaly z doby před výsadbou jsou kyčelnice cibulkonosná (Dentaria bulbifera), konvalinka vonná (Convallaria majalis) nebo věsenka nachová (Prenanthes purpurea) a naopak se zde postupně rozšiřuje třtina rákosovitá (Calamagrostis arundinacea) a brusnice borůvka (Vaccinium myrtillus).
Na území bylo také objeveno 92 druhů mechorostů, které jsou převážně běžné. Jedním z nejzajímavějších druhů je šikoušek zelený (Buxbaumia viridis), který roste na tlející dřevní hmotě a jeho nález na Medníku je regionálně velmi významný. Za vysokou druhovou diverzitu mechorostů jsou zodpovědné především bazické skály a kameny.

### Houby a lišejníky
Mykologicky není tato lokalita příliš významná, i přesto se zde však vyskytují některé zajímavé druhy. Najdeme zde dva zvláště chráněné druhy větvovka teplomilná (Vuilleminia cystidiata) a žilnatka bledá (Phlebia centrifuga) a čtrnáct druhů spadajících do Červeného seznamu.
Na území Medníku bylo nalezeno 77 druhů lišejníků, z nichž čtyři jsou ohrožené (například Arthonia didyma nebo Pertusaria aspergilla).

### Fauna
V oblasti Medníku je bohaté zastoupení měkkýšů, dosud zde bylo objeveno 56 druhů. Výskyt některých druhů je z ochranářského hlediska významný. Jde například o vrkoče horského (Vertigo alpestris), který obvykle obývá vápencové skály a sutě, vzácně se však může vyskytovat také na sutích v opadu listí. Dále na lokalitě žije vrkoč lesní (Vertigo pusilla).
Další významný prvek fauny tvoří pavouci. Bylo objeveno šedeseát druhů z devatenácti čeledí. Patří mezi ně snovačka nejmenší (Theonoe minutissima), plachetnatka suchomilná (Centromerus incilium), plachetnatka buková (Centromerus silvicola), šestiočka rudá (Dysdera erythrina), snovačka černobřichá (Dipoena melanogaster), listovník rozličný (Philodromus dispar) nebo patnáct druhů sekáčů.
Vyskytuje se zde také dvacet druhů mravenců, pět druhů čmeláků, jeden druh pačmeláka a z jara se objevují včely. Mravenci jsou důležitou součástí místní fauny, neboť dva druhy, mravenec žahavý (Myrmica rubra) a mravenec rezavý (Myrmica ruginodis), se s velkou pravděpodobností účastní rozšiřování semen právě zde vyskytujícího se ohroženého kandíku.
Dále je součástí místní fauny až 97 druhů saproxylických brouků a 184 druhů motýlů. Mezi zastoupené ohrožené brouky patří Agrilus cuprescens, tesařík pižmový (Aromia moschata), Saphanus piceus, Dicerca berolinensis, Selatosomus cruciatus nebo Pediacus depressus. Z motýlích druhů převládají běžné lesní. Zaznamenán byl jeden zvláště chráněný druh batolec duhový (Apatura iris).
V místech potůčku V Jezevčinách se vyskytuje mlok skvrnitý (Salamandra salamandra) jako jediný zástupce obojživelníků. Plochy s prořídlým porostem a řídké lesnaté okraje poskytují domov dvěma zástupcům plazů, ještěrce obecné (Lacerta agilis) a slepýši křehkému (Anguis fragilis).
Na území Medníku bylo zjištěno čtyřicet druhů ptáků. Mezi nejzajímavější druhy patří budníček lesní (Phylloscopus tochilus), jenž se zde hojně vyskytuje dokonce ve větší míře než obvykle hojnější druh budníček menší (Phylloscopus collybita). Dalším zajímavostí je vysoký počet ptáku hnízdících v dutinách stromů jako například lejsek bělokrký (Ficedula albicollis). Mezi ochranářsky důležité druhy patří třeba strakapoud prostřední (Dendrocopos medius) nebo strakapoud malý (Dendrocopos minor). Vyskytuje se také holub doupňák (Columba oenas). Vyskytuje se zde také pět druhů letounů, například kriticky ohrožený netopýr černý (Barbastella barbastellus) nebo hojně se vyskytující netopýr vodní (Myotis nattereri).

## Ochrana přírody
Předmětem ochrany jsou zdejší ekosystémy, a především kriticky ohrožený kandík psí zub. Mezi chráněné ekosystémy patří květnaté bučiny, hercynské dubohabřiny, suťové lesy, mezofilní bylinné lemy a štěrbinová vegetace silikátových skal a drolin. Cíle ochrany těchto míst spočívají v obnově a zachování bohatých přirozených ekosystémů, udržení druhové bohatosti nebo omezení hospodářských zásahů.

### Kandík psí zub

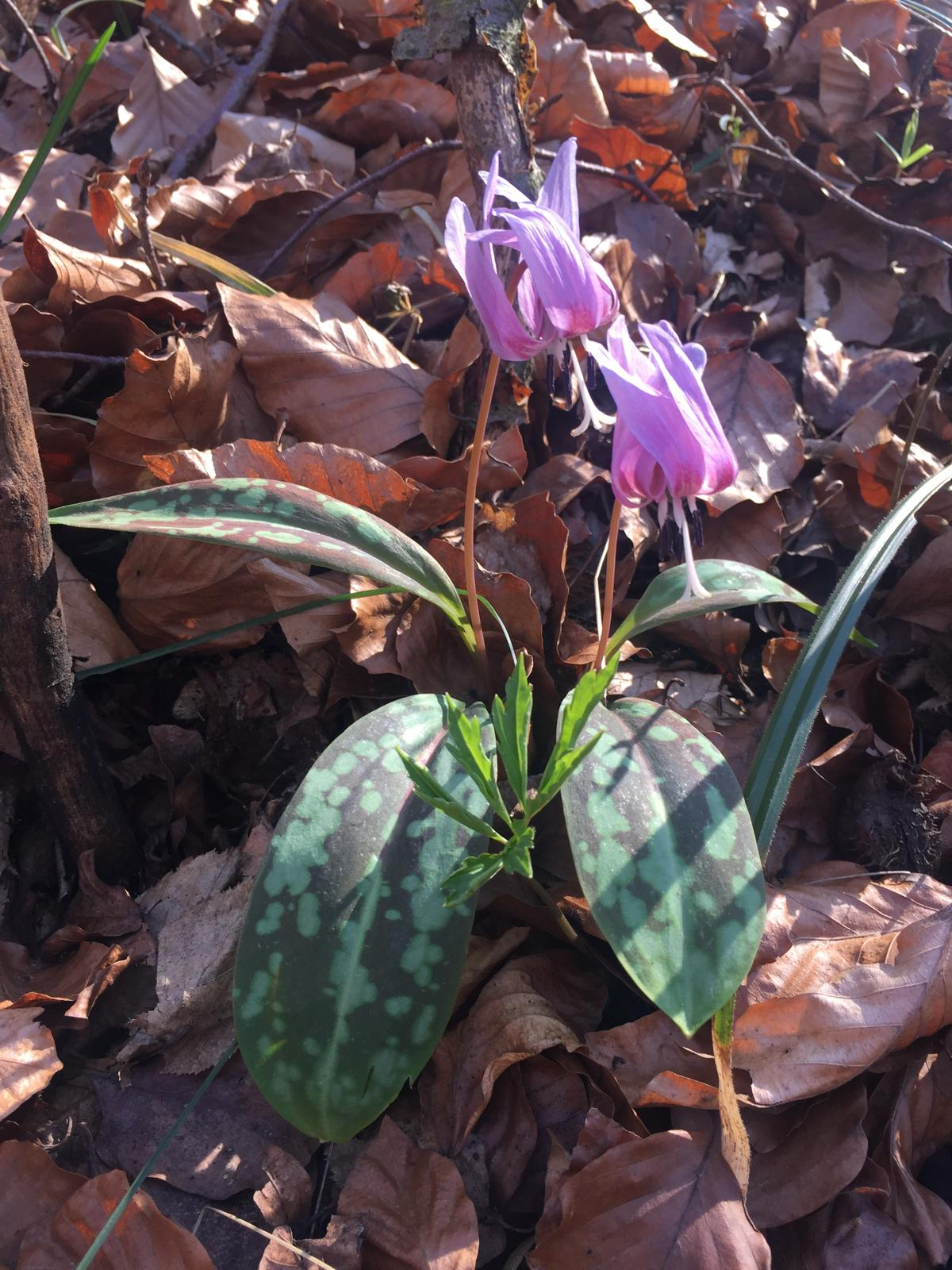
Rozkvetlý kandík psí zub

Kandík psí zub (Erythronium dnes-canis) je vytrvalá bylina z čeledi liliovitých, jejímž typickým výskytem jsou listnaté lesy a místy také skalní stanoviště. Roste brzy z jara, od března až do dubna.
Nejvíce se vyskytuje v jižní části Evropy. Ve střední Evropě se mimo Medníku, což je jediná lokalita růstu v ČR, vyskytuje také na Slovensku. Na Medníku se podle odhadů vyskytuje okolo 5700 jedinců. Kandík je v České republice chráněn zákonem jako kriticky ohrožený, ale jeho původ není dosud zcela jistý, a byl proto roku 2012 odebrán z Červeného seznamu jako nepůvodní druh.
Kandík byl historicky sbírán a převážen na trhy. To se začalo měnit až roku 1906 díky lesnickému personálu, který sběr potlačoval. Ovšem již roku 1921 byl kandík v kritickém ohrožení, mimo jiné i díky smrkové výsadbě, která zastiňuje bylinné patro a mění chemické složení půdy.
Roku 1933 byl Medník vyhlášen za částečnou reservací k ochraně kandíku. Rozloha tehdy činila 19,02 ha. Roku 1942 byl vydán nový vyhlašovací předpis MŠANO a tento výnos zřizoval chráněné území. Ovšem pravost tohoto výnosu není zcela potvrzena. V období druhé světové války bylo území Medníku využíváno k vojenským výcvikům. Po jejím skončení byl Medník zařazen do nově konstituované soustavy chráněných území a roku 1958 byla zřízena přírodní rezervace Medník.
V roce 1963 proběhla na Medníku probírka a v roce 1979 byla vykácena část porostu. To mělo přinést prosvětlení prostoru důležité pro růst kandíku. Místo toho zde ale vypukl rozvoj třtiny rákosovité (Calamagrostits arundinaceae) a ostřice chlupaté a kandík rostl jen na určitých plochách. Dalším zásahem bylo sečení křovinořezem, které však nepřineslo požadované výsledky, a to jak poprvé v osmdesátých letech, tak i v letech 2003 a 2004.
Agentura ochrany přírody a krajiny ČR vybudovala v letech 2015 a 2017 dvě oplocenky, které slouží k pozorování početnosti kandíku bez lidského i zvířecího vlivu.
Plán péčezahrnuje prosvětlování dubohabřin, převod smrkových porostů na smíšené, potlačení vysoké vegetace v oplocenkách, monitoring oplocenek, pokusnou seč v březině pro imitaci historické nízké pastvy, pokusné narušení půdy a likvidace expanzivních rostlin.
V rámci ochrany kandíku i lesu samotného je nutno pozorovat také nároky zde žijících živočichů a sledovat jejich vliv a případné způsobené škody. V případě převážení negativních projevů je nutné zasáhnout redukcí stavů. Díky kandíku se stala lokalita velmi žádanou turistickou destinací, která je za tímto účelem navštěvována již přibližně od roku 1870. Prvotní snahou bylo turismus a návštěvnost značně regulovat až úplně zakázat, později zde však vznikla turistická trasa a v roce 1965 i naučná stezka. V posledních letech se na místě objevují dočasně různé informační body, které mají návštěvníkům poskytnout bližší informace o ochraně kandíku a zdejšího území. Návrhem k regulaci těchto rekreačních výletníků je strážní služba, která by během vegetačního období kandíku hlídala místa výskytu a návštěvníky informovala a usměrňovala.

## Turistika

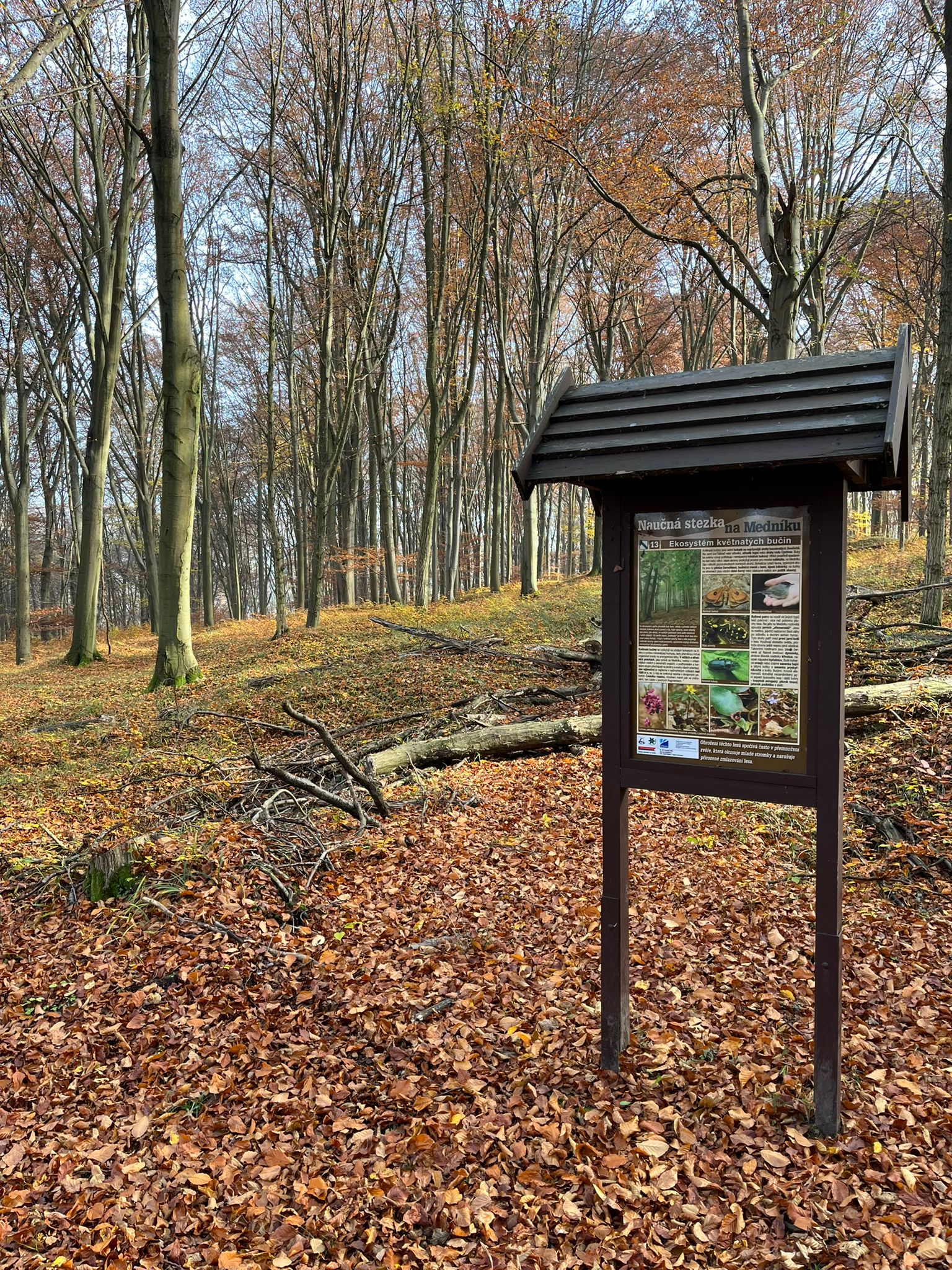
Informační tabule naučné stezky Medník

Na Medníku je vybudována naučná stezka, která návštěvníky provádí místem a seznamuje je s místní faunou, florou a dalšími zajímavostmi. V roce 2009 byla stezka rekonstruována a prodloužena až na vlakovou stanici Petrov u Prahy. Stezka byla také doplněna o odpočívadlo a různé herní prvky. Za rekonstrukcí stojí dobrovolníci a pracovníci z Centra ekologické výchovy Zvoneček.
Železniční stanice Petrov u Prahy stojí na železniční trati z Prahy do Čerčan, které se přezdívá Posázavský Pacifik. Stejně jako v celé oblasti Posázaví, je zde velmi oblíbená turistika a tramping.